# Eusebio Jurczyszyn
Eusebio Jurczyszyn (1943, Bowen, Argentina) es un militar argentino que se desempeñó como subjefe del Estado Mayor General del Ejército entre 1999 y 2003.
Eusebio Jurczyszyn egresó del Colegio Militar de la Nación en 1964 como subteniente de infantería. A lo largo de su carrera prestó servicio en distintos destinos.
Sus dos hijos, Claudio y Sergio, siguieron la carrera de oficial del Ejército. El primero de ellos se desempeñaba en la Compañía de Cazadores de Montaña 6 en Neuquén. Murió tras una descompensación en una ascensión en el cerro Mercedario.
Previamente a ser subjefe del Ejército, el oficial superior se desempeñó como director general de Personal, agregado militar adjunto en los Estados Unidos, director de la Escuela de Suboficiales «Sargento Cabral», comandante de la IV Brigada Aerotransportada y 2.do comandante y jefe de Estado Mayor del III Cuerpo de Ejército.
En el año 1999, Jurczyszyn asumió como subjefe del Estado Mayor General del Ejército.
| Predecesor: n/d | Subjefe del Estado Mayor General del Ejército 1999-2003 | Sucesor: Mario Luis Chretien |